# Herdenkingsmunt voor de Augsburgse Militie
In 1796 heeft de gemeenteraad van de rijksonmiddelbare vrije rijksstad binnen het Heilige Roomse Rijk van de Duitse Natie een Herdenkingsmunt voor de Augsburgse Militie (Duits: Denkmünze für das Augsburger Bürgermilitär) ingesteld. De vrije rijksstad Augsburg, een republiekje binnen het Duitse Keizerrijk, werd bedreigd door de troepen van het revolutionaire Frankrijk.
De medaille is een massief zilveren legpenning en zij kon dus niet worden gedragen.
Op de voorzijde staat een grote Korinthische zuil met daarop de boom uit het stadswapen tegen een achtergrond van de stad in vogelvlucht met een lucht met twee dreigende wolken.
Op de keerzijde staat binnen een krans van eikenbladeren de tekst " AVGSBVRGS BEWAFFNETEN BÜRGERN FÜR ERWORBENE VERDIENSTE UM DIE VATERSTADT ZUM ANDENKEN VON DANKBAREN MITTBÜRGERN UND INWOHNERN 1796".